# Neostoicizam
Neostoicizam je filozofski pravac koji pokušava da spoji stoicizam sa hrišćanstvom. Neostoicizam je osnovao belgijski humanista Justus Lipsijus 1584. godine, svojim delom De constantia.
Neostoicizam se razvijao kao pokušaj da se individualno-etički savlada iskustvo opasnosti kontingencije u 16. veku. Borba protiv afekata nije, kao u klasičnom stoicizmu, uključena u organsku teleologiju, nego predstavlja momenat samoutemeljenja individualnosti: afekti zamućuju racionalni uvid, neophodan za samoodržanje u svetu u kome nema logosa, i u kome se starostoički ideal apatije može braniti samo u veoma borbenom stavu.
Neostoicizam je praktički filozofski pravac koji tvrdi da je ključ dobrog života ne predavati se strastima i podložiti se Bogu. Četiri glavne strasti prema neostoicizmu su pohlepa, radost, strah i tuga. Iako čovek ima slobodnu volju, sve što se događa je pod božjom kontrolom i na kraju je za dobro. Čovek koji se vodi ovim zakonom postaje slobodan jer može da kontroliše svoje prohteve. Takođe dobija unutrašnji mir, jer mu materijalni užici i patnje ništa ne znače. Čovek postaje i srećan u duši, jer je blizak s Bogom.
Neostoicizam je uticao na pisce 17. i 18. veka kao što su Šarl de Monteskje, Fransis Bejkon i Fransisko de Kevedo.

## Spoljašnje veze
- De constantia, 1. deo
- De constantia, 2. deo